# Chelipoda mexicana
Chelipoda mexicana är en tvåvingeart som beskrevs av Wheeler och Axel Leonard Melander 1901. Chelipoda mexicana ingår i släktet Chelipoda och familjen dansflugor. Inga underarter finns listade i Catalogue of Life.